# Дударь, Алесь
Алесь Дуда́р (наст. имя Александр Александрович Дайлидович, бел. Алесь Дудар; псевдонимы и криптонимы: Т. Глыбоцкі; Тодар Глыбоцкі; Ал. Д.; Т. Г.; Т. Г-кі; Арцём Яроцкі; 24 декабря 1904 — 29 октября 1937) — белорусский советский поэт, критик, романист, переводчик. Один из организаторов белорусского литературно-художественного объединения «Маладняк». Член Союза писателей СССР (1934).

## Биография
Родился 24 декабря 1904 года в крестьянской семье в деревне Новосёлки (ныне Петриковский район Гомельской области, Беларусь).
Во время Первой мировой войны семья выехала в Козлов Тамбовской губернии, а весной 1917 года переехала в Минск, где поэт в 1921 году окончил среднюю школу.
Участвовал в работе передвижного драматического театра — труппы Владислава Голубка. В 1923 году являлся одним из шести поэтов-организаторов первого в Белорусской ССР литературного объединения «Маладняк». В 1924—1925 годах проживал в Полоцке, организовал здесь филиал организации «Маладняк», работал в полоцкой газете «Красный пахарь».
В 1927 году вступил в белорусское литературное объединение «Полымя». В этом же году поступил на лингвистическое отделение педагогического факультета Белорусского государственного университета. По политическим мотивам был вынужден покинуть университет в 1928 году.
Своими статьями «Довольно анекдотов» и «Топтание на месте», опубликованными газетой «Советская Беларусь» в ноябре 1928 года, положил начало т.н. «театральной дискуссии». Проанализировав постановки БДТ-1, критик выступил за национальную самобытность белорусского театра, призвав очистить его от переводных российских пьес, разнообразить украинскими и иностранными, а в первую очередь — собственно белорусскими.
29 марта 1929 года за публикацию стихотворения бел. «Пасеклi наш край папалам…» («Посекли наш край пополам») арестован и выслан в Смоленск. 22 июня 1930 года давал показания по делу «Союза освобождения Белоруссии».
В 1932 году поэт получает возможность вернуться в Минск, где продолжил занятия литературной деятельностью, сотрудничал с театром оперы и балета. В 1934 году — член СП БССР.
31 октября 1936 года арестован. 28 октября 1937 года приговорён тройкой к расстрелу по обвинению в участии в «антисоветской объединённой шпионско-террористической национал-фашистской организации», на следующий день расстрелян, вероятно, в Куропатах, в числе 132 человек казненных в ночь с 29 на 30 октября 1937 года.
Реабилитирован посмертно 21 сентября 1957 года. Место захоронения неизвестно.

## Творчество
Первые публикации датированы 1921 годом (газета «Савецкая Беларусь»). Представитель пролетарской национальной волны в белорусской советской литературе. Стремился перенести на белорусскую литературную почву образцы классического стихосложения, вместе с тем являлся проводником идей материализма в художественном творчестве, развивал марксистскую критику. Выступал как поэт, прозаик, переводчик, критик.

### Книги поэзии
- Сборник стихотворений бел. «Беларусь бунтоўная» («Беларусь бунтарская») (1925)
- Сборник стихотворений бел. «Сонечнымі сцежкамі» («Солнечными тропами») (1925)
- Сборник стихотворений бел. «І залацісцей, і сталёвей» («Под солнцем») (1926)
- Сборник стихотворений бел. «Вежа» («Башня») (1928)
- Поэма бел. «Шанхайскі шоўк» («Шанхайский шёлк») (1926)
- Поэма бел. «Слуцак» («Слуцк») (1935)
- Избранное бел. «Выбраныя творы» («Избранные произведения») (1959)
- Сборник стихотворений и поэм бел. «Вежа» («Башня») (1984)

### Книга прозы
- Роман бел. «Ваўчаняты» (соавторы А. Александрович, А. Вольный; «Волчата») (1925)
- Сборник рассказов бел. «Марсельеза» («Марсельеза») (1927)

### Критика
- бел. «Пра літаратурныя справы» (под псевдонимом Т. Глыбоцкий; «Про литературные дела») (1928)

### Переводы
Переводил на белорусский язык с русского, немецкого, французского языков. Были изданы:
- «Избранные стихи» С. Станде (1932)
- повесть «Новая земля» Ф. Гладкова (1932)
- роман «Крылья авиаспирали : производственный роман в 5 частях» В. Кузьмича (1932)
- драма «Вильгельм Тель» Ф. Шиллера (1934)
- комедия «Женитьба Фигаро» П. Бомарше (1936)